# Samantha Cooper
Samantha Cooper es un personaje ficticio de la serie de televisión australiana Cops: L.A.C., interpretado por la exitosa actriz australiana Kate Ritchie desde el 2 de septiembre de 2010, hasta el 11 de noviembre del mismo año, cuando finalizó la serie.

## Antecedentes
Sam ha sido policía desde haca nueve años y le encanta el trabajo de detective, se convirtió en policía porque estaba buscando estabilidad en su vida.
Es el ejemplo clásico de una mujer joven que siempre ha necesitado trabajar duro para conseguir lo que tiene y nunca da nada por sentado.

## Biografía
Sam proviene de una familia profundamente disfuncional; su padre era un conductor de camiones que se convirtió en adicto a la velocidad para llevar sus entregas a tiempo y esto ocasionó que se convirtiera en un hombre violento e impredecible.
Su madre se esforzó en proteger a Sam y a su hermano menor, Luke, del temperamento de su padre; sin embargo, no siempre lo lograba. Cuando Sam tenía apenas trece años, su madre decidió abandonarlo y llevarse consigo a Sam y a Luke; desde entonces Sam visitaba un par de veces a su padre; sin embargo, está resentida hacia él por todo lo que les hizo pasar. 
Varios años atrás, Sam y Luke comenzaron a pasar por el sistema de vivienda, debido a que su madre se convirtió en alcohólica, debido a esto Sam se convirtió en la tutora de su hermano. Desgraciadamente para ambos, Sam no logró evitar que Luke cayera en malas compañías y pronto se hizo amigo de Zac Butler, un apuesto y peligroso joven, quien tenía aproximadamente la misma edad que Sam. 
A pesar de sus esfuerzos, Sam terminó enamorándose de Zac y salieron durante doce meses, pero el romance terminó cuando Sam entró en la academia de policía. Antes de que Sam se graduara de la academia, Zac y Luke estuvieron involucrados en un robo a mano armada de un almacén en donde un guardia de seguridad recibió un disparo. Aunque Zac no apretó el gatillo, decidió asumir la culpa y fue condenado a pasar siete años en prisión en una cárcel de máxima seguridad. Poco después, Sam se convirtió en policía y recientemente en detective.

## Relaciones

### Rhys Llewellyn
Sam trabaja muy bien con su compañero, el detective Rhys Llewellyn, le gustan las bromas y el coqueteo ocasional y descarado. Sin embargo, cuando Rhys cruza la línea o Sam no está de buen humor para aguantar sus cosas, ella sabe ponerlo en su lugar y calmarlo. Cuando Sam le cuenta que ella y Zac se van a ir, Rhys se queda sorprendido, incluso le dice a Sam que la va a extrañar. 

### Zac Butler
Sam salió durante doce meses con Zac Butler, un apuesto y peligroso joven, quien tenía aproximadamente la misma edad que ella; sin embargo, la relación terminó cuando Sam entró a la policía. Más tarde, Zac terminó en la cárcel después de asumir la culpa por el robo de un almacén en donde resultó herido un policía. Poco después de su llegada, Zac y Sam comienzan a salir de nuevo; sin embargo, la relación se termina cuando Sam se entera de que Zac hizo un trato con un criminal y Zac es arrestado.

### Karl
Actualmente, Sam se encuentra en una sana y funcional relación con Karl, un constructor de treinta y cinco años que está perdidamente enamorado de ella. A pesar de que Karl está muy interesado en casarse con Sam, ella siempre le dice que no, en parte porque en el fondo sabe que todavía está enamorada de Zac. Poco después Karl le propone matrimonio a Sam y esta lo rechaza y termina su relación con él y regresa con Zac.